# 서창동 (양산시)
서창동(西倉洞)은 대한민국 경상남도 양산시(웅상출장소)의 동이다. 면적은 22km2이고, 인구는 2013년 12월 31일을 기준으로 11,144세대 28,338명이다.

## 지명유래
조선시대에 공물을 관리하는 창고가 있었기 때문에 서창(西倉)이라 한데서 지금의 이름이 유래되었다.

## 역사
- 2007년 4월 1일 웅상읍이 4개 행정동으로 분동되면서 서창동이 설치되었다. 동사무소는 종전의 웅상읍사무소에 두었다.

## 법정동
- 용당동(龍塘洞)
- 삼호동(三湖洞)
- 명동(椧洞)

## 아파트
| 단지명                  | 건설사         | 시행사         | 주소               | 입주        | 비고 |
| ----------------------- | -------------- | -------------- | ------------------ | ----------- | ---- |
| 웅상신도시 푸르지오     | 대우건설       | ㈜호야건설     |                    | 2007년 1월  |      |
| 유승한내들              | 유승건설       | ㈜유승종합건설 |                    | 2008년 4월  |      |
| 해인그린빌              | ㈜서광         | ㈜해인건설     |                    | 2001년 10월 |      |
| 대동 이미지타운         | ㈜대동이엔씨   | ㈜대동주택     | 대운로 354 (1단지) | 2004년 3월  |      |
| 대동 이미지타운         | ㈜대동         | ㈜대동         | 대운로 338 (2단지) | 2004년 3월  |      |
| 웅상신도시 화성파크드림 | 화성산업       | 화성산업       |                    | 2008년 11월 |      |
| 명동 화성파크드림 2차   | 화성산업       | 화성산업       |                    | 2013년 8월  |      |
| 석호가람휘              | ㈜석호         | ㈜석호         |                    | 2005년 10월 |      |
| 서창 삼한사랑채         | ㈜삼한종합건설 | ㈜삼한종합건설 |                    | 2015년 10월 |      |

## 교육
- 웅상초등학교
- 서창초등학교
- 대운초등학교
- 서창중학교
- 개운중학교
- 효암고등학교
- 서창고등학교